# Sainte-Euphémie-sur-Ouvèze
 Sainte-Euphémie-sur-Ouvèze  là một xã thuộc tỉnh Drôme trong vùng Auvergne-Rhône-Alpes đông nam nước Pháp.